# Chromonephthea costatofulva
Chromonephthea costatofulva is een zachte koraalsoort uit de familie Nephtheidae. De koraalsoort komt uit het geslacht Chromonephthea. Chromonephthea costatofulva werd in 1898 voor het eerst wetenschappelijk beschreven door Burchardt. 